# 笑い男 (攻殻機動隊)
笑い男（わらいおとこ）とは、テレビアニメ『攻殻機動隊 STAND ALONE COMPLEX』に登場する架空のハッカー（クラッカー）。

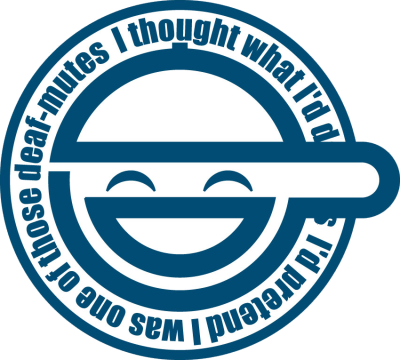
笑い男マーク

## 概要
テレビアニメ『攻殻機動隊 STAND ALONE COMPLEX』のストーリーに大きく関わってくるキャラクター。作中では、2024年に発生した企業社長誘拐、身代金要求及びその後発生した同業他社への脅迫、また2030年に発生した警視総監殺害未遂事件において同一のモチーフを使っていることから、その首謀者と世間一般には認識されている。その容姿、年齢、性別はおろか、単独犯か複数犯かすらも不明な存在である。一連の事件のうち、公の前に姿を現したのは企業社長誘拐事件にて、被害者を解放する際のみだが、素性がバレないように、テレビカメラや電脳などネットワーク上に記録された自身の顔に関する全ての情報に「笑い男マーク（The Laughing Man）」と呼ばれるキャラクターのマークを上書きし、世間を騒がせたことから、その呼び名がついている。
円形の「笑い男マーク」の縁には英語で
"I thought what I'd do was, I'd pretend I was one of those deaf-mutes（僕は耳と目を閉じ、口をつぐんだ人間になろうと考えた）"
と書かれており、これはJ・D・サリンジャーの文学作品『ライ麦畑でつかまえて』からの引用である。

## 関連する事件

### 通称「笑い男事件」

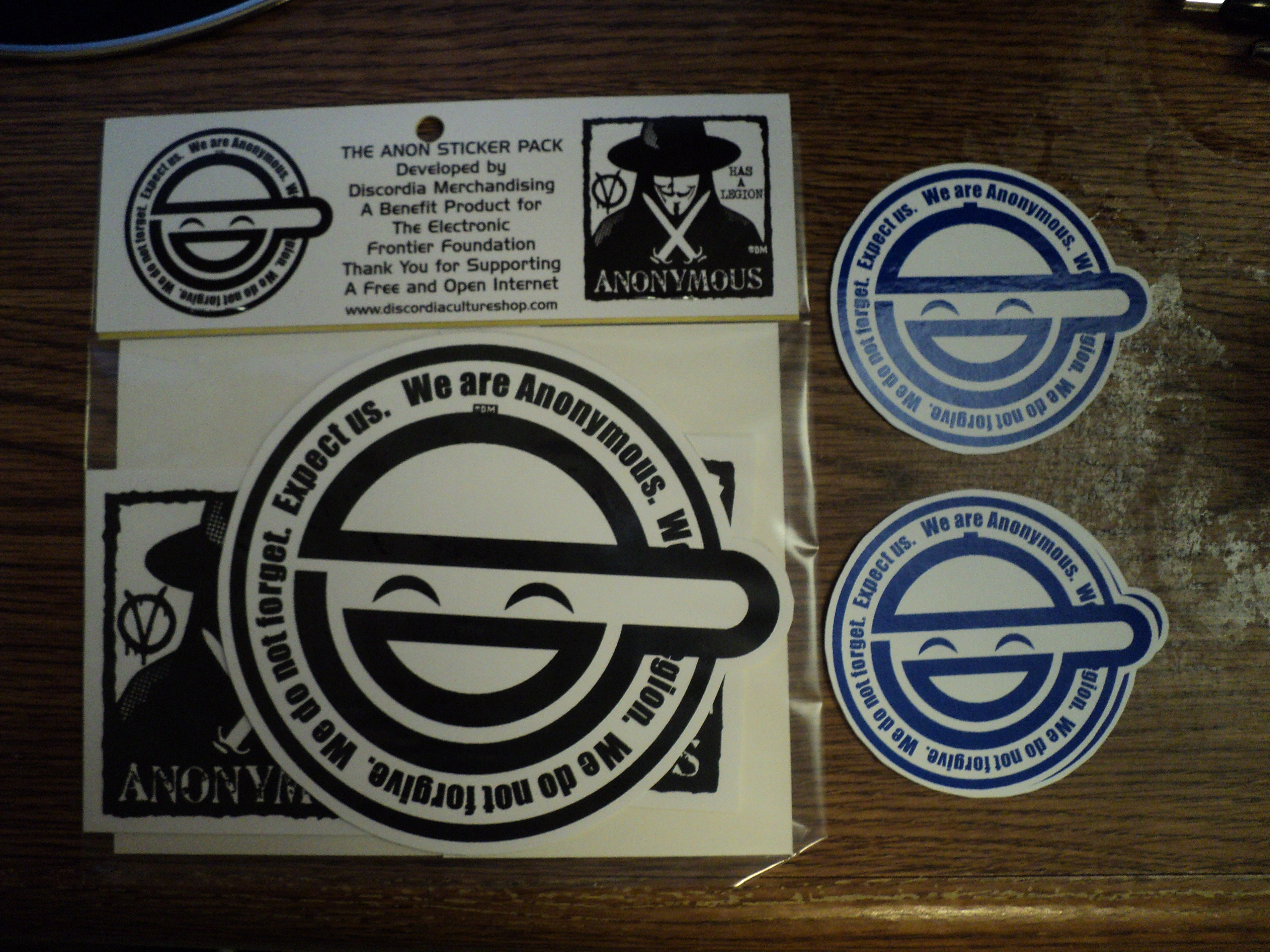
笑い男とアノニマス

テレビアニメ『攻殻機動隊 STAND ALONE COMPLEX』の舞台である2030年の6年前、2024年2月1日より約3か月の間に発生したサイバーテロ事件の通称。正式名称は「広域重要081号事件」。セラノ・ゲノミクス社社長のアーネスト瀬良野氏誘拐、広域ネットワークへのハッキング、セラノ・ゲノミクス社のマイクロマシン製造ラインへのウイルスプログラム混入、マイクロマシン製造メーカー6社に対する脅迫が行われ、その全ての事件で「笑い男マーク」がモチーフに使われた。
2024年2月1日、何者かがアーネスト氏の電脳をハッキングし誘拐。身代金100億円、金塊100kgを要求した。アーネスト氏は事件発生以前にも犯行予告を受け取っていたがまともに取り合っていなかった。作中の描写により、アーネスト氏の専属ドライバーをハッキングし、犯人の望む場所でアーネスト氏を降ろすことで、予告を実行したものと思われる。
事件発生直後から、警察は報道管制を敷いて捜査に当たったが、何一つ手がかりがつかめない状態であった。
2024年2月3日、警察庁会談直前の天気予報のTV生中継現場に、灰色の帽子と青いフード付ジャンパーを着、拳銃を持った犯人がアーネスト氏を引き連れて現れ、生中継中のテレビカメラの前でアーネスト氏に「真実を公表しろ」と拳銃で脅した。しかしながらアーネスト氏は拒否、犯人は発砲することなくアーネスト氏をその場に放置して逃走した。逃走中には防犯カメラを含む多くの目撃者がいたが、誰も犯人の顔を描写できなかった。これは現場にいた人々や駆けつけた警察官の電脳、AIつきのロボットカメラ、更には逃走経路にあった監視カメラなど、ネットワークに繋がるデバイスに残された犯人の顔の部分を、後に「笑い男（ホップ＝ラッフィングマン）」と呼ばれるようになるマークで記憶、記録ごとリアルタイムに上書きされたからであった。唯一犯行現場周辺にいて犯人を目撃した浮浪者の2人組だけについては、電脳化をしていなかったためハッキング被害を受けることはなかったものの、そもそも犯人が顔を深く隠していた上に2人の記憶自体が曖昧であったため、捜査の役には立たなかった。
その後、自らを「笑い男」と名乗りだした犯人が笑い男マークと共に、セラノ・ゲノミクス社に対しマイクロマシンの製造ラインにウイルスプログラムを混入すると脅迫し、セラノ社の主力商品であった医療用マイクロマシンを販売停止に追い込んだ。その影響で株価が暴落したセラノ社の状況を利用し、他のマイクロマシン製造メーカー6社にも同様の手口で脅迫を行った。
「笑い男」の犯罪被害に対し、政府は被害メーカーに公的資金導入を決定。これをきっかけに笑い男は一切現れなくなり、一連の事件は収束した。しかしながら犯人の特定はなされず、事件は迷宮入り、真相は一般には不明のままになった。
あまりにセンセーショナルな事件だった故か、これ以後犯人である「笑い男」の模倣者が数多くの事件を引き起こし、「笑い男マーク」がかばんやTシャツにプリントアウトされ流行するなど一種の社会現象となった。
ただし、アーネスト氏誘拐事件の犯人はその後の脅迫事件には関与しておらず、無関係の第三者が状況を利用した別の組織的犯罪である。作中において、個々の事件の具体的な犯人については言及されていない。

### 警視総監殺害未遂事件
通称「笑い男事件」から6年後の2030年6月5日、インターセプターと呼ばれる視聴覚素子（視聴覚デバイス）の不正使用疑惑に関する記者会見の場で、再び「笑い男」が現れる。出席していた竹川刑事部長の電脳を乗っ取り、同席していた大堂警視総監に向かって、3日後の政治会合の際に襲撃するような発言を残す。
この捜査上で容疑者の筆頭と目されたのがナナオ・Aとされ、犯行予告直後から警察がマークする。
6月8日、会合において大堂警視総監が演説を始めようとした時、電脳が乗っ取られたSPにより総監が襲われたのをきっかけに、次々と「笑い男」を模倣した人物が襲撃に参加するようになる。幸い護衛や公安9課の活躍により、警視総監は負傷はしたものの一命は取り留めた。
公安は容疑者とされたナナオ・Aを逆探知して逮捕すべく動くが、何者かに殺害されていた。警察はナナオ・Aを過去の笑い男事件も含む犯人として、被疑者死亡扱いとした。
なお、世間からは「笑い男の復活」として認知された本件であったが、記者会見での襲撃予告以外は警察内での自作自演であり、会合当日の事件にはアーネスト氏誘拐事件の犯人は関与していない。

### 2度目のアーネスト氏誘拐事件
笑い男事件以降、軟禁とも言えるほどの厳重な警備に囲まれた生活をしていたアーネスト瀬良野氏が、前回と同様の手口で再度誘拐される。
今回は事件発生直後から公安9課が捜査を開始し、笑い男の犯行であると断定。容疑者とカフェに滞在しているところで警察が突入して被害者を確保したが、容疑者とされた人物は逃走。
だがこの事件も、アーネスト氏が沈黙してきた事件の真相解明を促すために公安9課が笑い男を装った犯行であり、それが公表されたために、9課に対しては特殊部隊規制法が施行された。

## 人物
本名は「アオイ」。独特な正義観を持つ青年（犯行当時は学生、現在は図書館司書）で、公安9課は「笑い男事件」の主犯として捜査している。
授産施設で開花・訓練した電脳技術によって、複数の電脳に同時かつリアルタイムでハッキングを行うことができる、（草薙素子曰く）超特A級ハッカー。ネット上で偶然発見した、電脳硬化症の治療に関する脅迫メールを見つけて以来、その真相を世間に知らしめようと活動を始める。ついには瀬良野を誘拐し真実の公表を迫るが失敗。以降はその存在を何者かに利用されて自身の意図を捻じ曲げられたため、社会に絶望して姿を消す。公安9課の動きをきっかけに再び活動を開始し、隠蔽された真実を公に知らしめようとする。よく灰色のフェルト帽と紺色のフードコートを着用して行動する。また、頭髪はカツラである。
その超特A級ハッカーの腕前を荒巻大輔に買われ9課の9人目のレギュラーにならないかと誘われたが、「自分は野球が下手だから」とその申し出を断った。
なお、「笑い男」とは、あくまでアオイの起こした事件を利用しようとした政治家達やマスコミが流布した名称であり、アオイ本人は一度もその名称を名乗ったことは無い。授産施設への偽装入所時には「アオイ」を名乗っていた。また、赤いハンチング帽にも「AOI」と書いてある。
外部から閉鎖された授産施設に入所していることになっているが、普段は外部で生活し、極秘裏に活動をする際に授産施設へアクセス。その時だけは「団長」と周囲から呼ばれて慕われる存在だった。9課の捜査が授産施設に及んだ際には周囲の記憶や自分に関する記録全てを消去、上書きして立ち去った。
彼も「笑い男」のオリジナルではなく、ネット上でたまたま見つけた「村井ワクチンとセラノ社製マイクロマシン療法を比較検討した論文によって理論武装された脅迫メール」を読んだ事で行動を起こすよう触発されたと述べており、強いて言うならそのメールを書いた者こそが「笑い男」のオリジナルであると述べている。さらに自身も電脳化の権化のような存在であるため、電脳硬化症への恐怖のような物も少なからずあったとも述べている。

## 関連事項
- 劇中でアオイが自身がいた授産施設を去る際、残したキャッチャーミットには「You know what I'd like to be? I mean if I had my goddamn choice, I'd just be the catcher in the rye and all.（僕が何になりたいか知ってるよね? 僕の馬鹿げた選択は、ただライ麦畑で子供達を捕まえる人になりたい、それだけなんだ）」と書かれているが、これも『ライ麦畑でつかまえて』からの引用であり、赤いハンチング帽も『ライ麦畑でつかまえて』で主人公ホールデン・コールフィールドの愛用品として登場している。またサリンジャーの作品には『笑い男』という短編小説があり、自選短編集『ナイン・ストーリーズ』に収録されている。
- 「笑い男マーク」はイギリス人デザイナーのポール・ニコルソンがデザインした。
  - 劇中にもポールというデザイナーが会話の中に登場し、自分のサーバーからデザインが盗まれたと主張しているとされている。しかし、テレビカメラ前脅迫事件の現場近くにあるカフェのシンボルマーク及び作品中に登場するひまわりの会のロゴが「笑い男マーク」に酷似しているため、アオイ本人による創作の可能性もある。
- 声を担当している山寺宏一は、笑い男を演じるにあたって、「笑い男は若い頃のトグサのような人間なのだろう」と意識しながら演じたという。
- いわゆる劇場型犯罪で、グリコ・森永事件、三億円事件、机「9」文字事件、薬害エイズ事件、丸山ワクチン問題などをモデルとしている。
- ファイル共有ソフトShareのアイコンは本作の笑い男を模している。
- 劇中で笑い男がTVの生中継に姿を現した2024年2月3日には、TVシリーズの総集編OVA『攻殻機動隊 STAND ALONE COMPLEX The Laughing Man』の上映、および監督の神山健治とSF・文芸評論家の藤田直哉によるトークショーを行う特別イベントが開催された[10]。